# 英國皇家空軍戰鬥機司令部
英國皇家空軍戰鬥機司令部是英國皇家空軍成立於1936年的作戰司令部之一，成立目的旨在讓戰鬥機部隊獲得更專業的管理。戰鬥機司令部服務於整個第二次世界大戰中。當1940年英國海空軍的空勤人員在不列顛戰役中擊退了納粹德國空軍對英國本土的空中攻勢後，該司令部獲得了近乎不朽的名聲。戰鬥機司令部一直運作到1943年11月17日解散，該司令部被分拆成兩個分別主理防禦與攻擊的部門。防禦部隊成為大不列顛防空司令部(ADGB)，攻擊部隊成為英國皇家空軍第二戰術航空軍。1944年10月大不列顛防空司令部重新命名為戰鬥機司令部，並繼續在英國周邊區域提供防空巡邏。 1968年該司令部被第二次解散，然後被併入新的英國皇家空軍打擊司令部中。

## 起源
1926年5月20日，皇家空軍在內陸地區成立一支戰鬥機聯隊是為戰鬥機司令部的前身。1926年6月1日被轉變為大不列顛防空部隊。並於1932年升格為司令部，1936年5月1日更名為戰鬥機司令部。1940年2月23日，英國皇家空軍第60聯隊在戰鬥機司令部內成立，以管理本土鏈雷達探測和追蹤等部隊。

## 第二次世界大戰

### 不列顛戰役

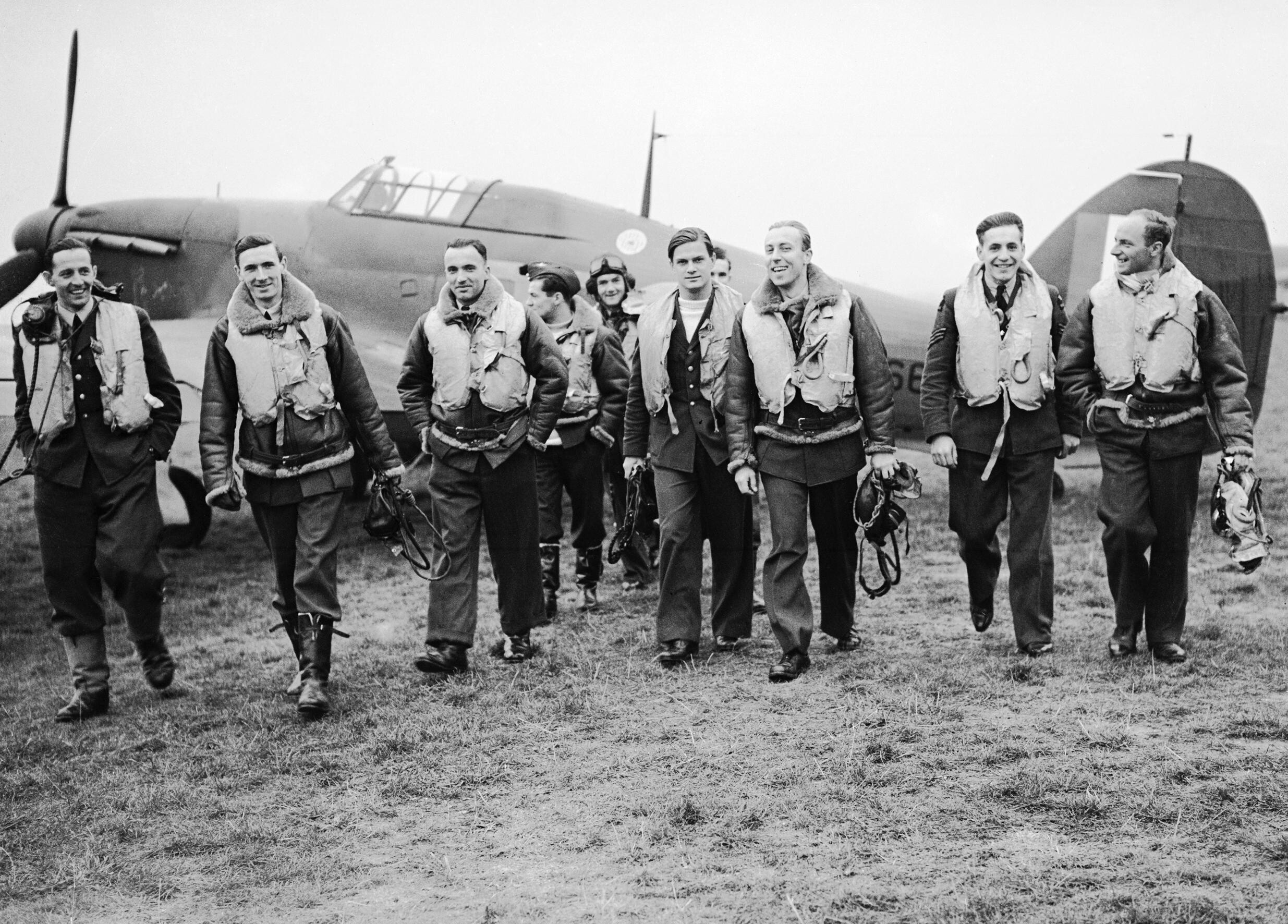
1940年波蘭戰鬥機飛行員的英國皇家空軍第303中隊宣傳照。外籍戰鬥機中隊於1940年7月開始組建。

在接下來的幾年裡，戰鬥機司令部大幅擴展，並更換了其過時並通常裝備布里斯托鬥牛犬式戰鬥機, 格羅斯特鐵護手式戰鬥機和霍克怒火式戰鬥機等雙翼機中隊 – 並在其成立期間擁有了兩架RAF有史以來最著名的飛機，颶風戰鬥機和噴火戰鬥機。戰鬥機司令部最大的考驗發生在1940年夏天的不列顛戰役中，當時納粹德國空軍對英國本土發動了旨在取得英吉利海峽和英國制空權的攻勢，作為納粹德國登陸入侵英國（代號為"海獅作戰"）的先決條件。戰鬥機司令部被分成若干聯隊，每個聯隊負責防衛英國的不同地區。第11聯隊負責英格蘭東南部和倫敦，因此，首當其衝受到德國空軍主要力量的攻擊。第11聯隊得到由覆蓋英格蘭西南部的第10聯隊增援，第12聯隊覆蓋了英格蘭中部地區和東盎格利亞地區，第13聯隊覆蓋了英格蘭北部和蘇格蘭。新的第14聯隊成立於1940年6月26日。1940年初成立了第60聯隊以運作本土鏈雷達探測站。最終，德軍未能取得空中優勢，儘管英國皇家空軍在戰役中嚴重消耗了其後備力量，但於德國空軍亦然。

### 1941年的空中攻勢
到1941年5月，駐紮在所有主要戰鬥機機場的中隊以大隊的編制在新設立的職位; 大隊長的戰術管理領導下運作，大隊長由不列顛戰役幸存的資深中校出任。戰鬥機司令部開始出征法國，以獲得對法國西北部的制空權。各種類型的短滲透敵方空域的戰鬥機行動將德國空軍拉入消耗戰中，並迫使更多的德國戰鬥機，尤其是在1941年6月開始對蘇聯發動巴巴羅薩行動之後留守在西線。大批噴火式編隊和中型轟炸機一起出擊，以誘惑德國戰鬥機投入空戰。德國空軍留下第2戰鬥機聯隊(JG 2)和第26戰鬥機聯隊(JG 26)，包括180架戰鬥機在西線作戰。
戰鬥機司令部在英倫空戰中所享有本土作戰的優勢被逆轉，航程短的噴火式成為戰術上的劣勢，如果英國飛行員在法國西北空域被擊落將成為戰俘。戰鬥機司令部聲稱有711架德國空軍戰鬥機被擊落，但只有236架因各種原因損失，其中103架於空戰中損失，而皇家空軍共計損失了400架戰鬥機。 隨著1941年底嶄新的Fw 190戰鬥機登場，其性能比噴火式Mk. V型更優秀，使英國戰鬥機處於更不利的處境。
德國始於1940年的倫敦大轟炸行動繼續針對平民和工業設施為目標。到1941年，戰鬥機司令部的夜間防空能力有了相當大的提升：布里斯托標致鬥士式戰鬥機取代了布倫亨式轟炸機作為主要的夜間戰鬥機，標致鬥士式裝備了改良的機載攔截雷達與地面管控攔截雷達的防空戰術配搭顯得日益有效。更多的防空砲和探照燈安裝了雷達裝置，提高了打擊精度。德國空軍的損失從1941年1月的28架增加到5月的124架，1941年5月德國轟炸機部隊被調到東歐，以參加即將開始的巴巴羅薩行動，德國空軍空襲英國行動結束。

### 1942–45年

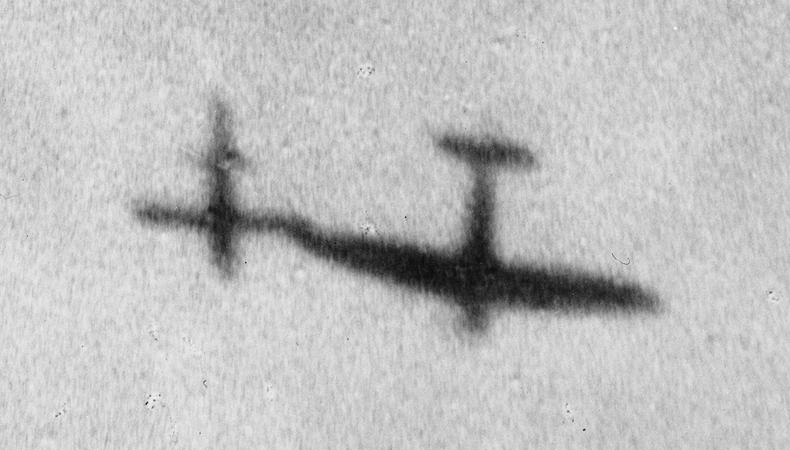
1944年十字弓行動期間一架噴火式的翼尖翻倒了V-1火箭機翼，擾亂了飛彈的自動駕駛儀。

緩慢地擊倒德國人的艱巨任務一直持續到1942年和1943年。因Fw 190戰鬥機小編隊採用的'一擊脫離戰術'不繼突襲滋擾英國南海沿岸，戰鬥機中隊也發現自己處於疲憊的防空巡邏中，直到唯一能夠攔截到FW-190的霍克颱風式戰鬥機進入中隊服役。8月19日，在第厄普戰役期間，RAF有機會與大量德國空軍飛機交戰。噴火戰鬥機中隊（42架Mk.V型與4架Mk.IX型）在戰役中執行對地攻擊，護航和取得制空權等任務，並阻止德國空軍干擾盟軍地面和海上的戰鬥，戰鬥機司令部聲稱在整個戰役中擊落106架德機。戰後分析顯示，英國皇家空軍損失了106架飛機，包括88架戰鬥機和18架轟炸機：29架戰鬥機的損失來自高射炮火力，一架燃料耗盡，兩架相撞，一架是遭受友軍的火力擊落。 德國空軍實際損失48 架飛機，28 架是轟炸機，其中一半是第2轟炸機聯隊的Do 217轟炸機。JG 2損失14架FW-190和8名飛行員陣亡，JG 26損失6架Fw 190與飛行員。 噴火式損失為70架起，包含被摧毀和各種原因造成的損傷，而被FW-190擊落的數量未知。 德國空軍聲稱皇家空軍106架的損失當中有61架被德軍擊落，其中包括所有型號的飛機，JG 2擊落40架， JG 26則是21架。 戰鬥機司令部聲稱在1942年擊落了560架對實際因各種原因損失數量為272架的德國戰鬥機，而皇家空軍有574架日間戰鬥機被摧毀。
到1942年秋，美國陸軍航空軍(USAAF)的第8航空軍及其日間轟炸機隊的到來將增加了戰鬥機司令部護航美國轟炸機的任務。直到1943年5月美國P-47戰鬥機隊投入服役之前，該司令部的噴火戰鬥機執行保護在被佔領的歐洲上空作戰的B-17和B-24轟炸機方面發揮了至關重要的作用。噴火式的航程不足影響作戰範圍 – 與Bf 109E在英倫空戰中的類似航程限制困境並不完全不同–然而，這意味著這種護航任務僅限於英吉利海峽和歐洲沿海空域。
1943年，戰鬥機司令部被分拆成負責防衛英國本土的大不列顛防空司令部(ADGB)(戰鬥機司令部的前稱)，以及入侵歐洲後支援地面部隊的英國皇家空軍第2戰術航空軍。
第14聯隊於同年7月15日解散。1944年，ADGB在6月6日開始入侵法國的大君主作戰中做出了其隊史上最優異的成果。RAF和盟軍戰鬥機部隊壓制了貧弱的德國空軍的抵抗，並通過低空掃射與轟炸德軍的陣地和運輸工具以支援盟軍地面部隊。同年稍後時間，ADGB在戰爭中最後一次的考驗是十字弓行動期間攔截V-1 飛行炸彈。（1944年10月ADGB重新命名為戰鬥機司令部） 當德國空軍的夜間戰鬥機緊急起飛抗擊皇家空軍轟炸機司令部時，RAF的戰鬥機還對德國機場和飛機（例如在起飛/降落時）進行長程夜襲行動。
1945年1月，戰鬥機司令部的編制包括第10、11、12和13聯隊，加上第38（空降部隊）聯隊、第60聯隊和第70（訓練）聯隊。 第10聯隊於1945年5月2日解散，而第70聯隊於同年7月17日解散。 1946年第60聯隊與第26聯隊合併為第90（信號）聯隊，並移交給運輸司令部/英國空軍佔領軍。從1939年至1945年，皇家空軍戰鬥機司令部損失了3,690人，1,215人受傷，601人成為戰俘; 損失4,790架飛機。

## 皇家觀測團
民防組織的觀測團被佐治六世授予皇家頭銜，作為肯定他們在不列顛戰役中努力的直接成果，並從1941年4月起成為皇家空軍的一個穿軍服的義勇軍分部，在其剩餘的存續時間裏重新冠以皇家觀測團（ROC）的稱號。該部隊將繼續作為一個民間組織，但穿著皇家空軍制服，並交由戰鬥機司令部管理直到1968年3月31日，移交給新成立的英國皇家空軍打擊司令部。ROC總部設在賓利修道院皇家空軍基地。
ROC是1925年至1995年12月31日在英國運作的防空警報組織，成立初期是為了在兩次世界大戰期間擔任飛機識別和通報的作用，在冷戰時期的1950年代轉向通報核打擊的任務。10,500名義勇軍的訓練和管理是由一名現役皇家空軍准將指揮的69名全職專業軍官所組成的骨幹負責。

## 冷戰時期

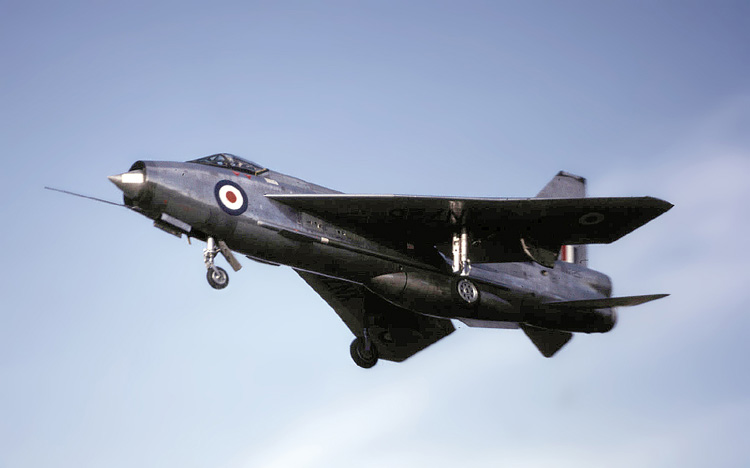
閃電超音速戰鬥機，冷戰時期戰鬥機司令部的支柱。

二戰後，戰鬥機司令部的角色仍然是保護英國免受空襲。只是威脅從德國變成蘇聯。冷戰期間，蘇聯轟炸機襲擊英國的威脅越來越大。加拿大戰鬥機第1大隊於1951年底抵達北盧芬咸皇家空軍基地，以增強北約的實力，並能夠援助到戰鬥機司令部，直到1954-55年調往法國和西德的基地。 1949年以後，這些蘇聯轟炸機可能攜有核武，因此，能夠攔截它們顯得至關重要。1950年代和60年代嶄新的戰鬥機接續在戰鬥機司令部服役。個別值得注意的型號有格羅斯特流星戰鬥機，霍克獵手戰鬥機，標槍戰鬥機和閃電戰鬥機等。
由於1957年一次災難性的國防審查。閃電戰鬥機是唯一一架英國獨自開發投入服役的超音速飛機。在1950年代中期，新型地對空導彈的性能正在大幅度提高。國防部長鄧肯·桑茲需要找到削減英國國防預算的方法，因為英國有被其國防開支導致破產的嚴重威脅。地對空導彈的改進速度似乎表明，它們不久將能夠將任何載人飛機擊落。因此，桑茲在1957年國防白皮書的一份臭名昭著的聲明中宣佈，載人飛機逐漸已經過時，而且很快就會被淘汰。所有走得不太遠的載人飛機計劃都被取消。閃電式是許多新的超音速飛機中唯一一架，因計劃進度已近乎尾聲，而無法取消。這一決定，加上開發飛機的成本不斷增加，使英國飛機製造業陷入癱瘓，使戰鬥機司令部和英國皇家空軍需依賴外國或多國聯合開發的飛機。
1961年，皇家空軍戰鬥機司令部被分配到北約的防空系統。5月1日戰鬥機司令部司令、空軍中將赫克托·麥格高爵士兼任聯合王國防空區司令一職。 聯合王國防空區範圍向該國的北部、西部和南部延伸數百英里，幾乎到達歐陸東部的海岸線。
在組織方面，第11聯隊（1936年7月14日-1960年12月31日，1961年1月1日至1963年4月1日）和第12聯隊（1937年4月1日至1963年3月31日）近乎不間斷地持續服役於戰鬥機司令部直到1963年。第13聯隊（1939年3月15日-1946年5月20日）於1955年5月16日進行改組，然後於1961年12月31日在奧斯頓皇家空軍基地解散。從1963年4月1日起戰鬥機司令部繼續維持三個防空區，分別是皇家空軍第11區; 第12區; 和第13區。到1965年3月17日，第13區因與第11區合併而解散。

## 打擊司令部
1960年代英國皇家空軍規模持續縮減，同樣成立於1936年以協助管理一個擴編中的皇家空軍的三個職能司令部，戰鬥機司令部，轟炸機司令部和海防司令部。都由於現時空軍規模變小，無法保證他們作為獨立的實體繼續存在。因此，在1968年戰鬥機司令部和轟炸機司令部聯合一起組成英國皇家空軍打擊司令部，並成為新司令部旗下的聯隊。 而海防司令部於1969年11月解散並併入新的打擊司令部。

## 歷任指揮官
| 任期從         | 到             | 名稱                              |
| -------------- | -------------- | --------------------------------- |
| 1936年7月14日  | 1940年11月25日 | 皇家空軍上將第一代道丁男爵休·道丁 |
| 1940年11月25日 | 1942年11月28日 | 皇家空軍元帥肖爾托·道格拉斯男爵   |
| 1942年11月28日 | 1943年11月15日 | 皇家空軍上將特拉福德·雷-馬洛里    |
| 1943年11月15日 | 1945年5月14日  | 皇家空軍上將羅德里克·希爾         |
| 1945年5月14日  | 1947年11月17日 | 皇家空軍上將占士·羅柏             |
| 1947年11月17日 | 1949年4月19日  | 皇家空軍上將威廉·艾略特           |
| 1949年4月19日  | 1953年4月7日   | 皇家空軍上將貝索·恩布里           |
| 1953年4月7日   | 1956年1月1日   | 皇家空軍元帥德莫特·博伊爾         |
| 1956年1月1日   | 1956年8月8日   | 皇家空軍上將休伯特·帕奇           |
| 1956年8月8日   | 1959年7月30日  | 皇家空軍元帥托馬斯·派克           |
| 1959年7月30日  | 1962年5月18日  | 皇家空軍中將赫克托·麥格高爵士     |
| 1962年5月18日  | 1966年3月3日   | 皇家空軍中將道格拉斯·莫里斯       |
| 1966年3月3日   | 1968年4月30日  | 皇家空軍上將腓特烈·羅西爾         |